# Круглов Микола Костянтинович
Круглов Микола Констянтинович (нар. 31 січня 1950) — радянський біатлоніст, двократний олімпійський чемпіон, трикратний чемпіон світу. Заслужений майстер спорту СРСР (1975). Виступав за Збройні Сили (Горький).

## Біографія
Батьки померли рано: без батька залишився в шість років, без матері — в 11. Виховувався старшим братом Олександром.
В юнацькому віці, а потім в армії займався лижним спортом.